# Commissione per la pesca del Parlamento europeo
La commissione straordinaria, è una commissione permanente del Parlamento europeo. È composta da 28 eurodeputati ed è attualmente presieduta dal francese Pierre Karleskind.

## Competenze
In base al regolamento del Parlamento europeo la commissione per la pesca è la:
1.   il funzionamento e lo sviluppo della politica comune della pesca e la sua gestione;
2.   la conservazione delle risorse della pesca, la gestione delle attività di pesca e delle flotte che sfruttano tali risorse nonché la ricerca marina e la ricerca applicata nel settore della pesca;
3.   l'organizzazione comune dei mercati nel settore dei prodotti della pesca e dell'acquacoltura, nonché la trasformazione e la commercializzazione di tali prodotti;
4.   la politica strutturale nei settori della pesca e dell'acquacoltura, compresi gli strumenti finanziari e i fondi di orientamento della pesca a sostegno di tali settori;
5.   la politica marittima integrata per quanto riguarda le attività di pesca;
6.   gli accordi di partenariato nel settore della pesca sostenibile, le organizzazioni regionali per la pesca e il rispetto degli obblighi internazionali nel settore della pesca.»
(Regolamento del Parlamento europeo, Allegato VI: Attribuzioni delle commissioni parlamentari permanenti, XIV. Commissione per la pesca)

## Presidenti
| Presidente           | Nazionalità | Gruppo | Periodo                           |
| -------------------- | ----------- | ------ | --------------------------------- |
| Philippe Morillon    | Francia     | ALDE   | 2004 – 2009                       |
| Carmen Fraga Estévez | Spagna      | PPE    | 20 luglio 2009 – 18 gennaio 2012  |
| Gabriel Mato         | Spagna      | PPE    | 24 gennaio 2012 – 30 giugno 2014  |
| Alain Cadec          | Francia     | PPE    | 7 luglio 2014 – 1º luglio 2019    |
| Chris Davies         | Regno Unito | RE     | 10 luglio 2019 – 31 gennaio 2020  |
| Pierre Karleskind    | Francia     | RE     | 19 febbraio 2020 – 15 luglio 2024 |
| Carmen Crespo        | Spagna      | PPE    | 23 luglio 2024 –                  |